# 普卡拉山 (烏比納斯區)
16°20′10″S 70°51′03″W / 16.33611°S 70.85083°W

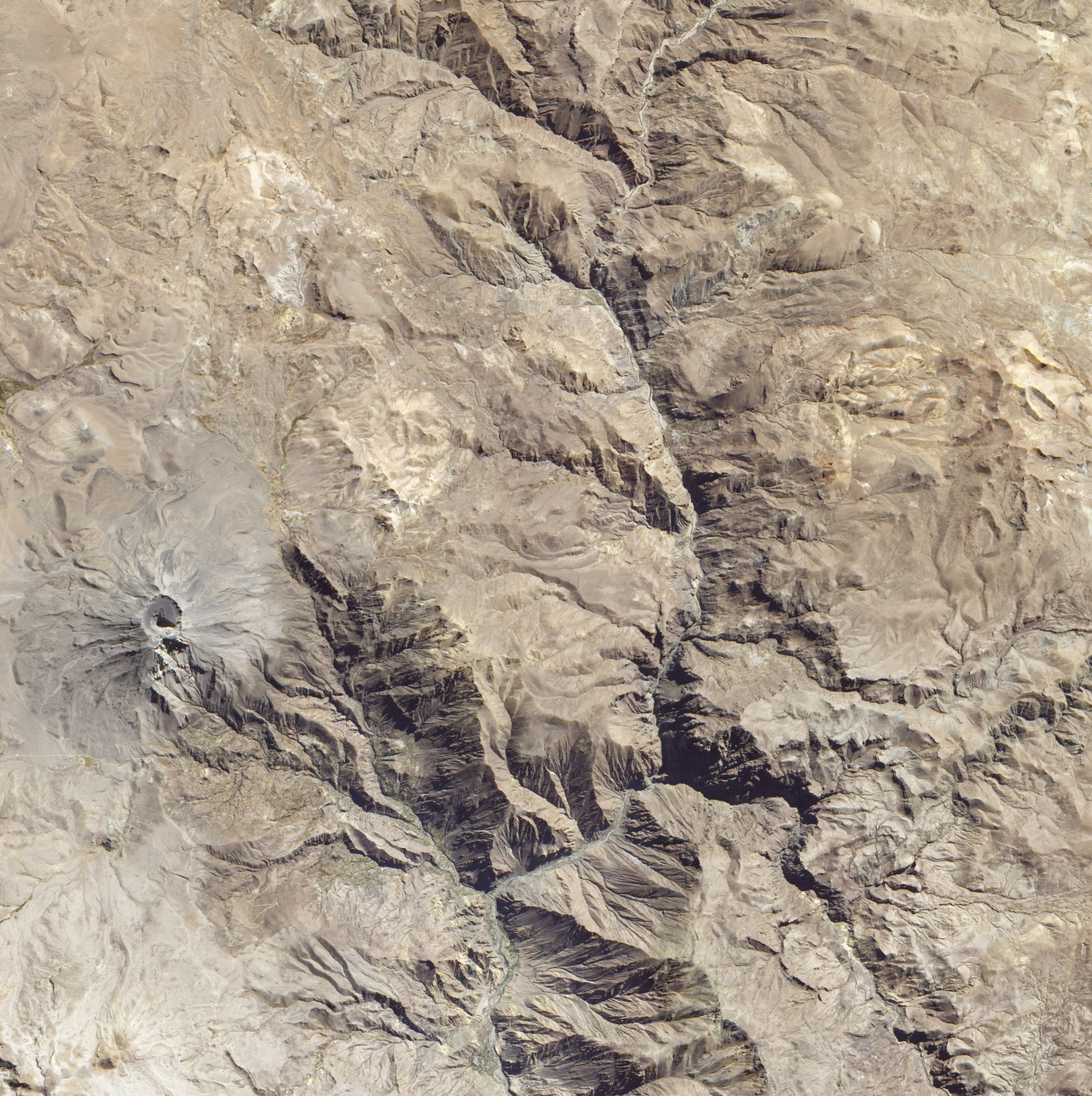

普卡拉山（Pukara），是秘魯的山峰，位於該國南部莫克瓜大區，由桑切斯將軍山省的烏比納斯區負責管轄，屬於安地斯山脈的一部分，海拔高度4,400米。